# Tuse
Tuse – miasto w Danii, w regionie Zelandia, w gminie Holbæk.